# Ihleburg
Ihleburg ist der nördlichste Ortsteil der Stadt Burg bei Magdeburg. Das neun Kilometer entfernte Stadtzentrum ist über die Kreisstraße 1208 zu erreichen. Der ländlich geprägte Ort liegt zwischen Elbe und Elbe-Havel-Kanal, zur Elbe hin erstreckt sich das Feuchtgebiet der Havelschen Mark. Zwischen Ihleburg und dem südwestlichen Nachbarort Parchau befindet sich ein 90 Hektar großer Kiefernwald. In nordöstlicher Richtung liegen landwirtschaftliche Flächen, die mit einer durchschnittlichen Bodenwertzahl von 64 mittlere Ertragswerte aufweisen. Der Ort liegt auf ebenen Gelände um 40 Meter über dem Meeresspiegel.

## Geschichte

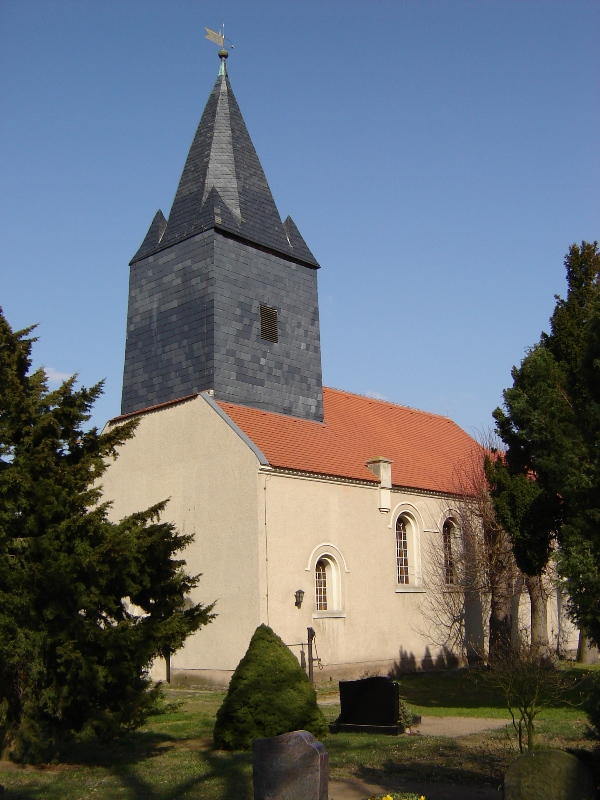
Ihleburger Kirche

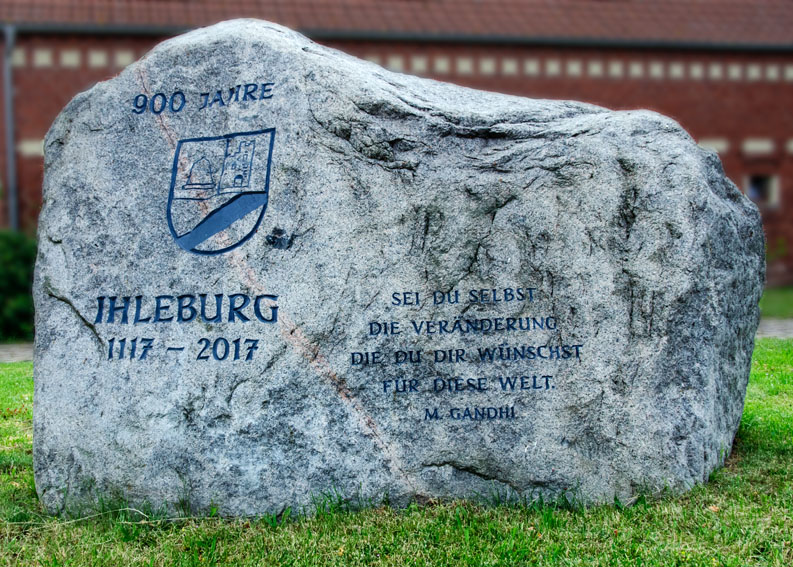
Gedenkstein 900 Jahre Ihleburg, Zitat: Mohandas Karamchand Gandhi

Der Ortsname ist deutscher Herkunft, sodass davon auszugehen ist, dass der Ort im Rahmen der deutschen Eroberung der slawisch besiedelten ostelbischen Gebiete im 12. Jahrhundert entstand. Das Vorhandensein wird durch die erstmalige urkundliche Erwähnung aus dem Jahr 1117 bestätigt. Zu diesem Zeitpunkt befand sich Ihleburg im Besitz des Mönches Bernhard von Domersleben. Er schenkte den Ort dem Magdeburger Kloster Berge, bestätigt durch eine päpstliche Urkunde von 1209. Ebenfalls urkundlich erwähnt wird die erste Kirche des Ortes im Jahr 1225. 1269 ging der Ort in den Besitz der Askanier über und wurde später dem sächsischen Amt Gommern unterstellt. Als Pfarrort wurde Ihleburg 1342 aktenkundig. Zum Schutz gegen die Hochwasser der Elbe wurden im 14. Jahrhundert bereits die ersten Elbdeiche für Ihleburg gebaut. 1648, im letzten Jahr des Dreißigjährigen Krieges, hielt der in schwedischen Diensten stehende Pfalzgraf Carl August eine große Truppenschau in der Nähe von Ihleburg ab. Durch die anschließende Einquartierung der Soldaten wurde im Ort erheblicher Schaden angerichtet. Als mit der Niederlage Napoleons in den Befreiungskriegen das Amt Gommern aufgehoben wurde, kam Ihleburg 1815 zu Preußen und wurde in den Landkreis Jerichow I mit der Kreisstadt Burg eingegliedert. Der in den Jahren 1856 bis 1871 gebaute Ihlekanal (heute Teil des Elbe-Havel-Kanals) führte nur einen Kilometer entfernt an Ihleburg vorbei. Eine hier installierte Schleuse wurde nach dem Ort benannt. 1890 wurden die alten Elbdeiche durch neue Anlagen ersetzt. 1910 hatte Ihleburg 594 Einwohner, 1939 waren es 560. Im Zuge der DDR-Gebietsreform wurde Ihleburg in den Kreis Burg eingegliedert. Im Jahr 1964 lebten ebenfalls 560 Menschen im Ort. Am 25. Mai 2002 erfolgte die Eingemeindung nach Burg.

## Persönlichkeiten
- Heinrich Siber (1870–1951), Rechtswissenschaftler
- Berndt Seite (* 1940), Tierarzt und Politiker (CDU), besuchte von 1946 bis 1954 die Grundschule in Ihleburg

## Einzelnachweis
1. ↑  Daten und Fakten – Stadt Burg. Abgerufen am 5. Oktober 2022.